# Рюгён (гостиница)
Рюгён (кор. 류경호텔?, 柳京호텔?) — не введённая в эксплуатацию гостиница, расположенная в Пхеньяне, столице КНДР. Представляет собой 105-этажный небоскрёб пирамидальной формы высотой в 330 метров. Гостиница была названа в честь старого названия Пхеньяна — Рюгён («Ивовая столица», кор. 류경?, 柳京?). При первоначальном сроке сдачи предполагалось, что Рюгён станет высочайшей гостиницей и 7-м по высоте зданием мира, однако в 2009 году Башня Розы (Дубай, ОАЭ) превзошла её по общей высоте благодаря шпилю — впрочем, значительно уступая по высоте крыши и этажности. Рюгён — крупнейшее и высочайшее строение Пхеньяна и КНДР. Поскольку отель не введён в эксплуатацию, он остаётся вторым по высоте пустующим зданием в мире после заморозки строительства китайского Голдин файненс 117 в 2018 году.
Строительство началось в 1987 году, но было остановлено в 1992 году из-за экономического кризиса после распада Советского Союза. На тот момент каркас был достроен, но здание оставалось без окон и внутренней отделки. В 2008 году строительство возобновилось, а в 2011 году был завершён внешний вид. Отель планировалось открыть в 2012 году, к столетию со дня рождения основателя КНДР Ким Ир Сена. В 2018 году с одной стороны небоскрёба был установлен светодиодный дисплей, который используется для пропаганды.
В здании могут размещаться пять вращающихся ресторанов и, по разным оценкам, 3000 или 7665 номеров для гостей. Правительство КНДР также сообщало о казино, ночных клубах и «японских салонах» внутри небоскрёба. Внешний вид гостиницы получил смешанные оценки.

## История

### Проектирование и начало строительства
Проектирование гостиницы Рюгён стало ответом на завершение в 1986 году строительства самого высокого отеля в мире Westin Stamford в Сингапуре, возведением которого занималась южнокорейская компания SsangYong Group. Северокорейское руководство рассматривало Рюгён как канал выхода западных инвесторов на рынок, была создана фирма The Ryugyong Hotel Investment and Management для привлечения ожидаемых иностранных инвестиций в размере 230 млн долларов. Представитель правительства КНДР пообещал позволить «иностранным инвесторам управлять казино, ночными клубами или японскими салонами». Северокорейская строительная фирма Baikdoosan Architects & Engineers (также известная как Baekdu Mountain Architects and Engineers) начала строительство отеля в 1987 году. В 1988 году в Сеуле прошли летние Олимпийские игры. В ответ правительство КНДР организовало в 1989 году XIII Всемирный фестиваль молодёжи и студентов. Планировалось построить отель как раз к этому событию. Однако значительные расходы на строительство нового стадиона, расширение аэропорта Пхеньяна и прокладку новых дорог не дали возможности завершить строительство в срок. Распад Советского Союза лишил страну финансовой поддержки со стороны СССР, поэтому дату открытия снова пришлось сдвинуть.

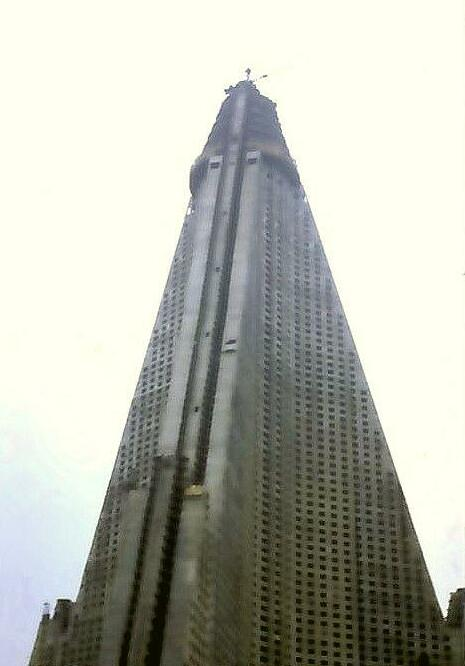
Строительство отеля в 1989 году

Отель планировалось открыть в 1992 году к 80-летию Генерального секретаря Трудовой партии Кореи и президента Ким Ир Сена, но проблемы со строительством и покупкой материалов задержали завершение. Если бы он открылся вовремя, то стал бы самым высоким отелем в мире и был бы седьмым по высоте зданием мира.

### Заморозка проекта
В 1992 году каркас здания был завершён, однако работы пришлось остановить из-за экономического кризиса в КНДР после распада СССР. По оценкам разных изданий, стоимость строительства составила 750 млн долларов, что равно 2 % ВВП КНДР. Более десяти лет недостроенное здание пустовало без окон и отделки, представляя собой массивную бетонную оболочку. Наверху остался ржавый строительный кран, который издание BBC назвало «напоминанием о сорванных амбициях тоталитарного государства». В конце 1990-х Европейская торговая палата в Корее осмотрела здание и пришла к выводу, что конструкция не подлежит ремонту. Были подняты вопросы относительно качества бетона здания и выравнивания шахт лифта, которые были искривлёнными.
В 2008 году официальный представитель правительства КНДР сообщил газете Los Angeles Times, что строительство не было завершено, «потому что [в КНДР] закончились деньги».
Хотя изображения фасада будущего отеля появлялись на северокорейских марках в начальный период строительства, в последующем правительство КНДР старалось не напоминать о недостроенном здании. Официальные фотографии редактировались, чтобы убрать незавершенное строение с горизонта, и оно даже было исключено из печатных карт Пхеньяна.

### Возобновление работ

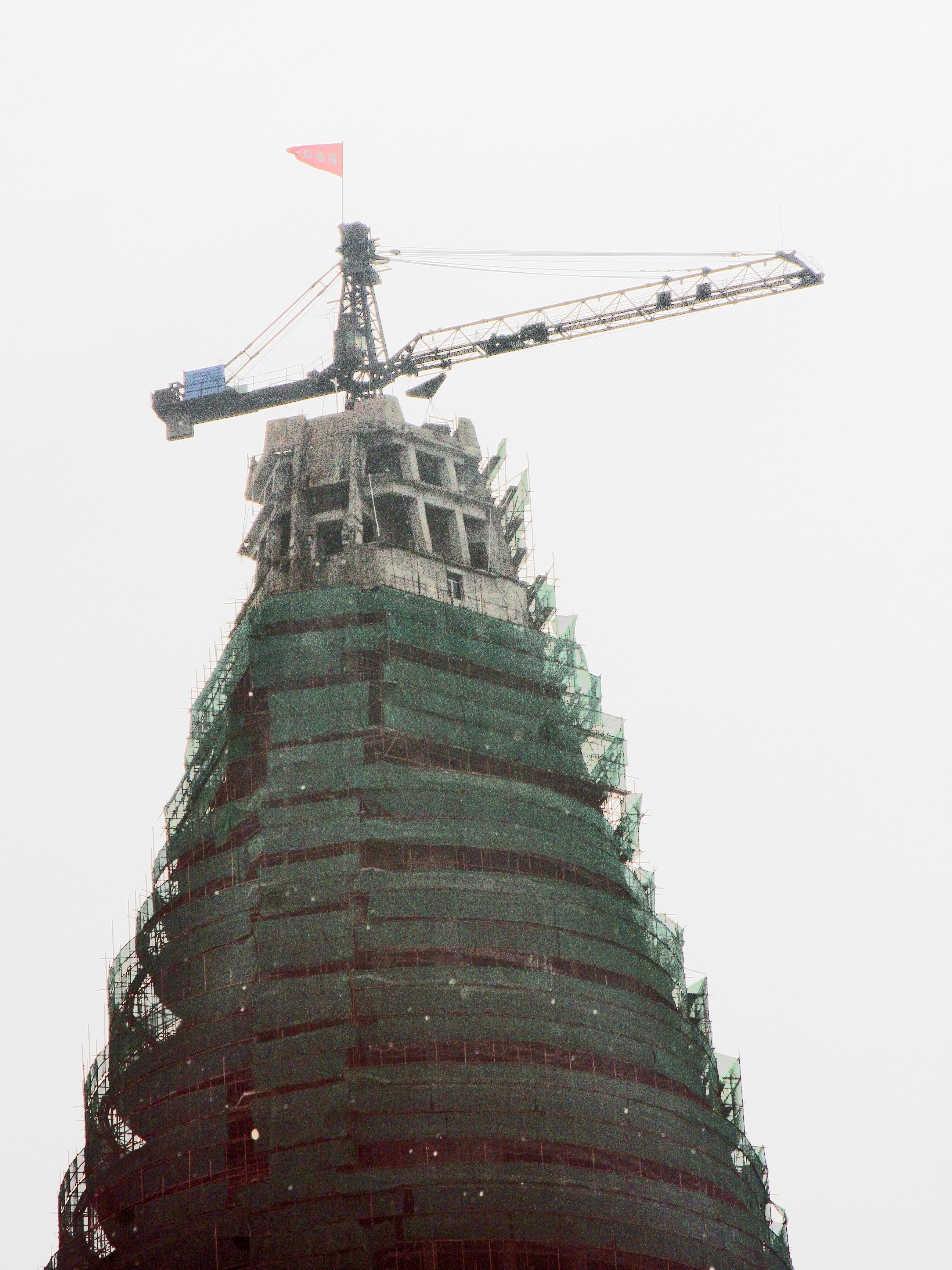
Вид на крышу гостиницы в сентябре 2008

В апреле 2008 года, спустя 16 лет после заморозки проекта, работа над зданием возобновилась: египетская строительная фирма Orascom Group заключила сделку на 400 млн долларов США с правительством КНДР по достройке отеля, а также созданию эксплуатации сотовой сети. В 2008 году официальные лица КНДР заявили, что строительство отеля будет завершено к 2012 году — это совпадало со 100-летием со дня рождения Ким Ир Сена. В 2009 году главный операционный директор Orascom Халед Бичара отметил, что у них «было не слишком много сложностей» с решением структурных проблем здания, о которых сообщалось ранее. Он также сообщил, что наверху гостиницы будет вращающийся ресторан.
В июле 2011 года работы над фасадом здания были завершены. Orascom установила внешние стеклянные панели и телекоммуникационные антенны. На опубликованных в сентябре 2012 года фотографиях, сделанных Koryo Tours, впервые было показано внутреннее помещение.

### Завершение строительства и пустование
В ноябре 2012 года международный гостиничный оператор Kempinski объявил, что будет управлять отелем. Частичное открытие планировалось в середине 2013 года, однако в марте указанного года было объявлено, что ввод в эксплуатацию переносится. Компания Kempinski заявила, что их анонс являлся «первоначальным обсуждением», но соглашение об открытии не было подписано, поскольку «выход на рынок в настоящее время невозможен». Причины невозможности выхода на рынок в сообщении не уточнялись, но издания предположили, что определённую роль, вероятно, сыграли такие факторы, как международная напряженность, связанная с северокорейским ядерным испытанием 2013 года, экономические риски и задержки в строительстве.

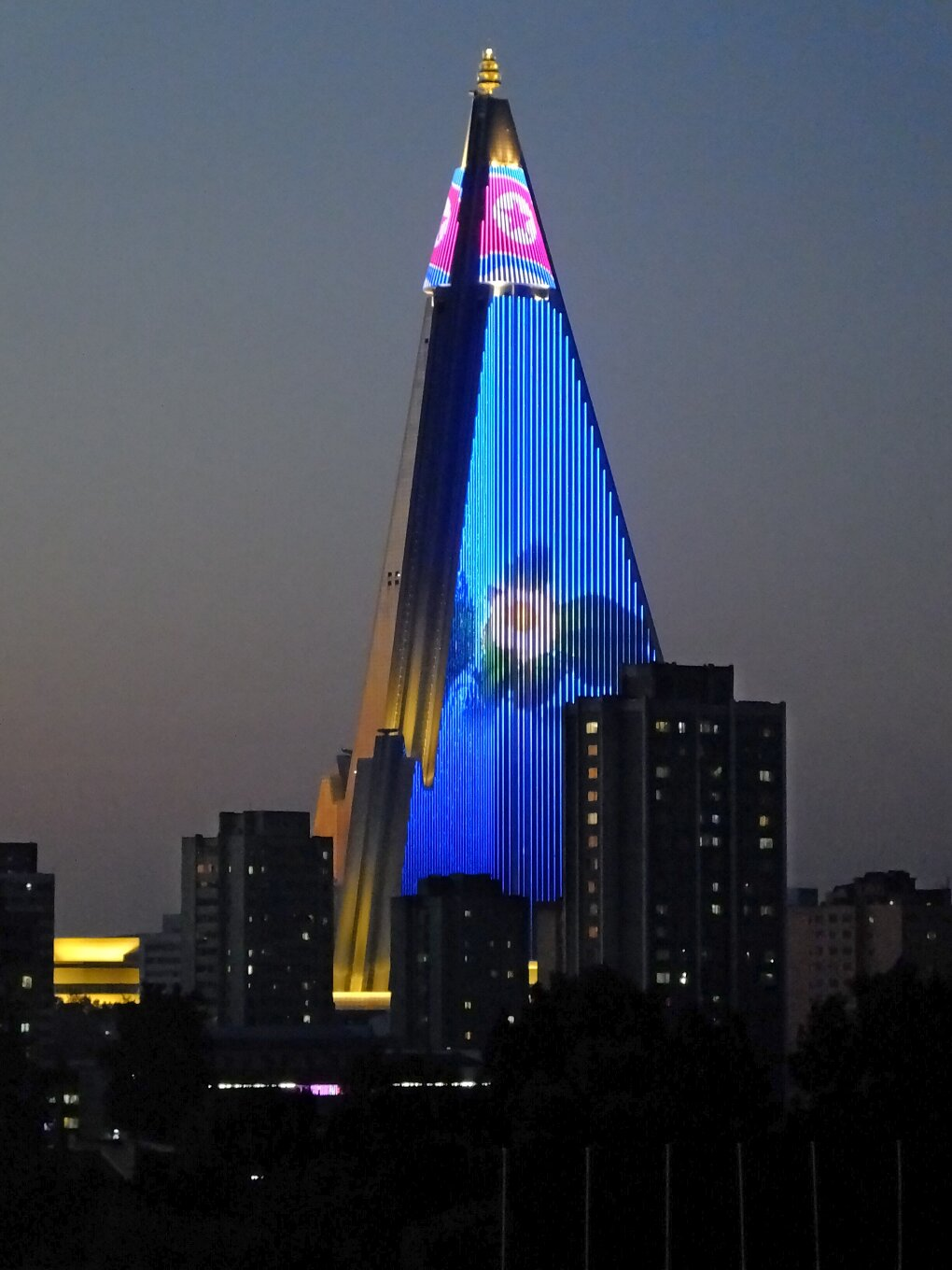
Рюгён ночью с подсветкой, август 2018

В конце 2016 года представитель Orascom посетил КНДР. В 2017 и начале 2018 года на объекте впервые за долгое время появились признаки производимых работ, в частности строились подъездные пути. В апреле 2018 года на крыше здания был установлен большой светодиодный дисплей. К маю такой экран полностью покрывал одну из сторон здания. К июлю на нём стали демонстрировать сцены из пропагандистских фильмов. В июне 2019 года над главным входом появились новые вывески с названием отеля (на корейском и английском языках) и его логотипом.

## Строение
Высота, равная 330 м, делает Рюгён самым заметным элементом панорамы Пхеньяна и самым высоким зданием в КНДР. Как уже отмечено выше, строительство гостиницы намечалось завершить к 80-летию Ким Ир Сена в 1992 году, и если бы этот план реализовался, здание получило бы титул самого высокого отеля в мире. Однако задуманное не удалось осуществить, и несостоявшийся отель Рюгён считался самым высоким пустующим зданием в мире до прекращения строительства Голдин файненс 117 (Тяньцзинь, КНР) в 2018 году.

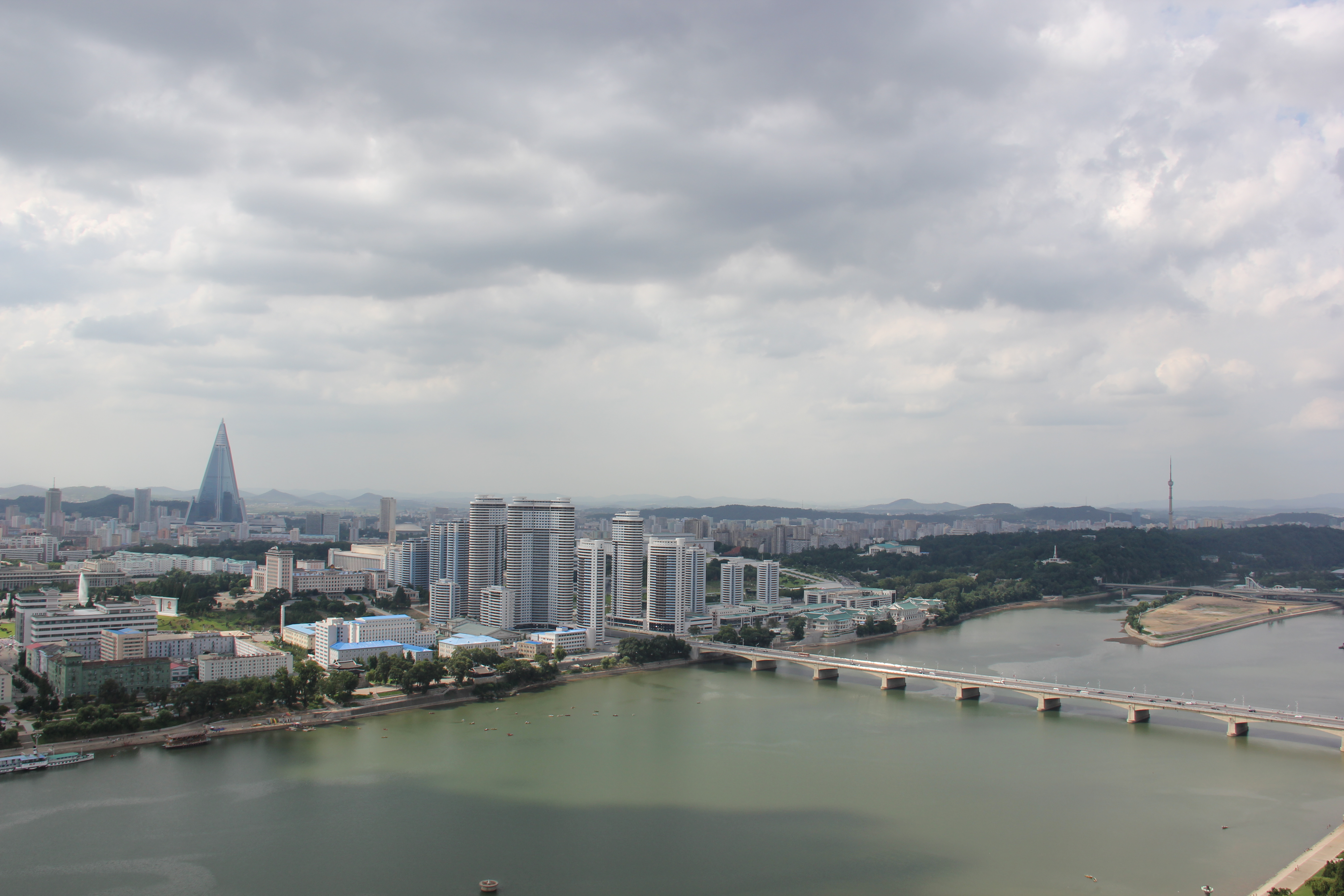
Рюгён на панораме города

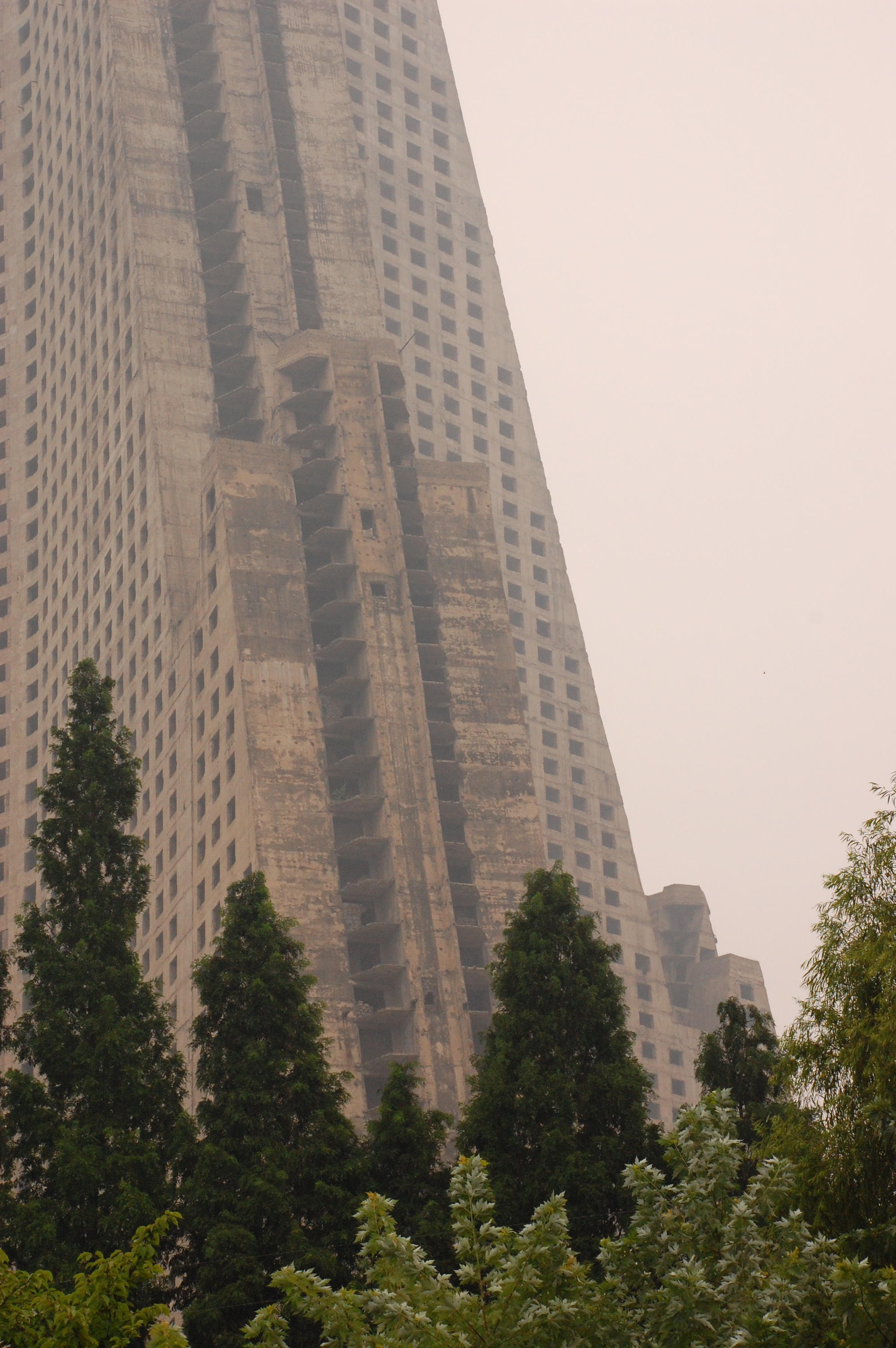
Вид на одно из крыльев до облицовки (2007г.)

Главный объём гостиницы состоит из трёх крыльев, каждое размером 100 м в длину и 18 м в ширину, они сходятся в общей точке, образуя вершину. Здание увенчано усечённым конусом диаметром в основании в 40 м, состоящим из восьми этажей, которые должны вращаться, и ещё шести статических. Согласно разным источникам, здание предназначалось для размещения пяти вращающихся ресторанов и 3000 или 7665 номеров для гостей. По словам Халеда Бичары из Orascom в 2009 году, Рюгён планировалась не просто гостиницей, а многофункциональным комплексом, включающим в себя вращающийся ресторан, а также гостиничные номера, апартаменты и бизнес-центры.
Рядом с гостиницей расположена станция метро «Консоль», открытая 6 октября 1978 года в составе линии Хёксин.

## Оценки
Остановка строительства в 1992 году, непрезентабельный вид до облицовки, слухи о проблемах с конструкцией и вопрос о будущем гостиницы привели к тому, что СМИ окрестили Рюгён «худшим зданием в мире», «отелем погибели» и «отелем-призраком». Итальянский архитектор Стефано Боэри дал позитивную оценку, назвав Рюгён «единственным осколком научной фантастики в современном мире». Небоскрёб подвергся критике со стороны архитектурного критика Евы Хэгберг (Eva Hagberg), которая назвала его «худшим зданием в мире». В 2008 году журнал Esquire назвал отель «самым уродливым зданием в истории человечества», а в 2012 году гостиница попала на вторую строчку аналогичного антирейтинга The Daily Telegraph. Издание news.com.au назвало Рюгён «жутким недостроенным дворцом Ким Чен Ына». Оно считает, что гостиница является «ярким напоминанием о катастрофической экономике режима» КНДР. Издание также отмечает, что небоскрёб должен был стать триумфальным зданием «вечного президента Отечества».